# Wałerij Konowaluk
Wałerij Illicz Konowaluk, ukr. Валерій Ілліч Коновалюк (ur. 31 sierpnia 1966 w Doniecku) – ukraiński polityk, poseł do Rady Najwyższej III, IV i VI kadencji, kandydat w wyborach prezydenckich.

## Życiorys
W 1985 ukończył technikum przemysłowe w Doniecku, później studiował na uczelni wojskowej w Moskwie i finanse w Monachium. W 2004 uzyskał stopień doktora nauk ekonomicznych, został akademikiem w Akademii Nauk Ekonomicznych Ukrainy. Pracował w przedsiębiorstwie motoryzacyjnym, był też zawodowym wojskowym. Od 1993 związany z sektorem prywatnym. Był też wiceprzewodniczącym rejonowego komitetu wykonawczego i zastępcą gubernatora obwodu donieckiego.
W 1998 został wybrany do Rady Najwyższej III kadencji, był m.in. przewodniczącym frakcji Regiony Ukrainy. Wstąpił do Partii Regionów, w 2002 ze współtworzonego przez PR bloku Za Jedyną Ukrainę z powodzeniem ubiegał się o reelekcję, sprawując mandat poselski do 2006. W 2005, wkrótce po pomarańczowej rewolucji, stanął na czele ugrupowania Trudowa Ukrajina, którą opuścił jej lider i sponsor Serhij Tihipko. Po wyborczej porażce w 2006 powrócił do Partii Regionów, z której ramienia w latach 2007–2012 ponownie zasiadał w parlamencie.
W marcu 2014, po wydarzeniach Euromajdanu, został wykluczony z Partii Regionów. W maju tego samego roku kandydował w wyborach prezydenckich, otrzymując 0,38% głosów.

## Odznaczenia
- Order „Za zasługi” II i III klasy[1]